# 李钢
李钢（1981年8月27日—），是一名中国足球运动员。

## 职业生涯
李钢是大连赛德隆组建时就入选的大连籍球员，2004年，大连赛德隆队被中邦集团整体收购。在大连土生土长的李钢跟着球队从大连来到了珠海，并见证了球队成功冲超的奇迹。2005年又随球队迁到上海。2007年，申花联城大合并后，李钢又进入了上海申花。2008年初，李钢曾与46名申花球员一起被挂牌，不过最终未能转会，继续留队效力。
李钢最为人知的事迹是在2007年的A3联赛中连续攻入两个高水平的远射，帮助球队夺得了队史首个A3联赛桂冠。
2009年6月李钢在二次转会中再次被挂牌，最终以先租借后转会的方式加盟了成都谢菲联。
2010年，随着汪嵩的转会离开，李钢成为成都谢菲联的新队长。
2012年，李钢以自由转会的方式加盟中甲球队武汉卓尔。